# FA Cup 1955-56

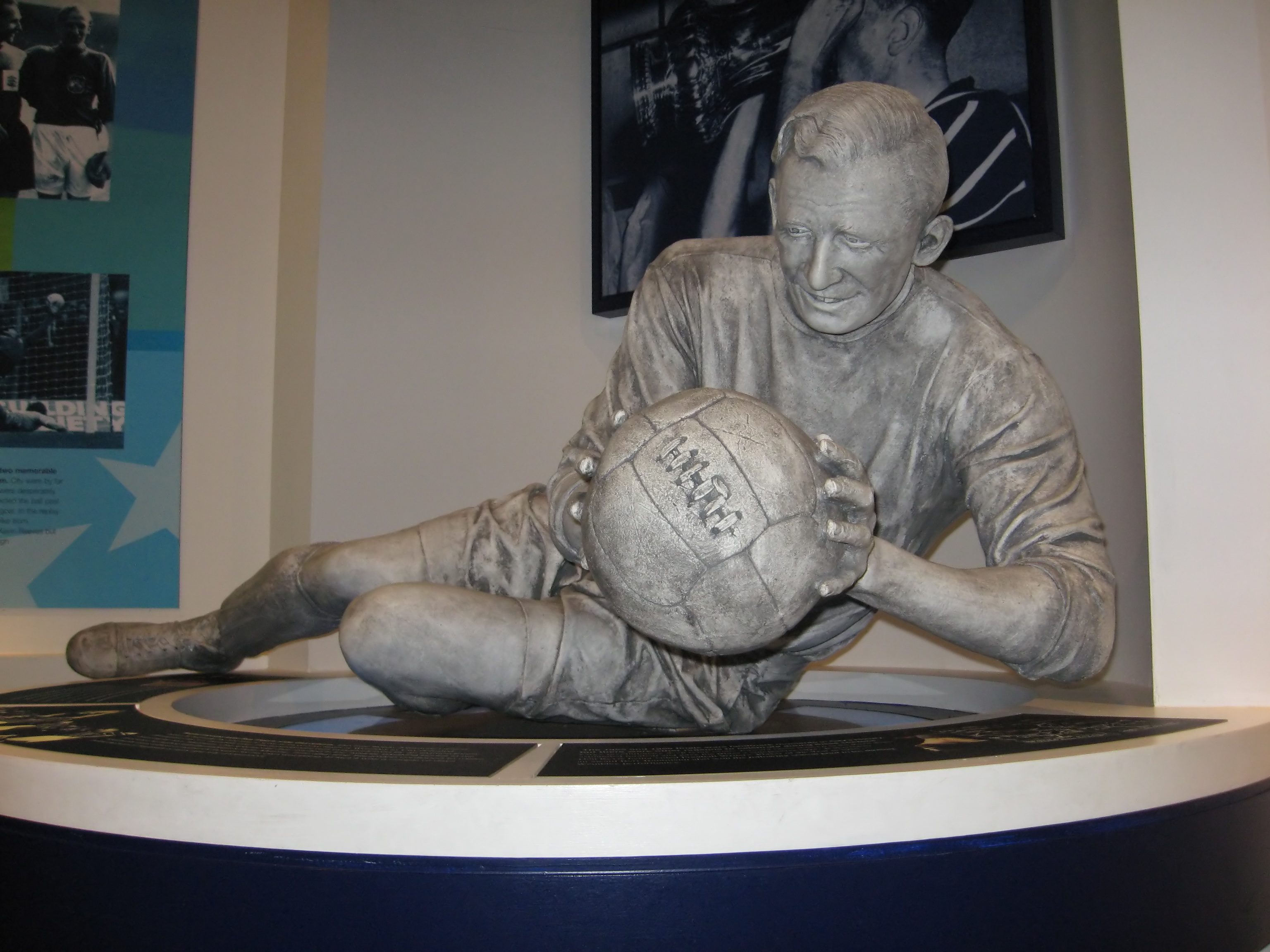
Bert Trautmann, portero del Manchester City, terminó la final de la competición a pesar de sufrir una grave lesión tras un choque.

La FA Cup 1955-56 fue la septuagésimo quinta edición de la competición copera más antigua del mundo, la Football Association Challenge Cup, conocida como FA Cup. El Manchester City se proclamó campeón tras imponerse al Birmingham City por 3-1 en la final, disputada en el estadio de Wembley, Londres.
Los primeros partidos de cada ronda se disputaron en el estadio del equipo que actuaba como local siempre un sábado. Si el resultado seguía igualado tras los noventa minutos oficiales, se disputaría un partido de repetición en el estadio del conjunto que había jugado como visitante en el primer encuentro. Si el empate persistía, se jugarían en un estadio neutral todas las repeticiones necesarias para decidir un ganador. No obstante, en estos encuentros de repetición, aparte de los noventa minutos reglamentarios, se disputaba una prórroga si el marcador estaba empatado.

## Calendario
| Ronda                        | Fecha                    |
| ---------------------------- | ------------------------ |
| Ronda preliminar             | 10 de septiembre de 1955 |
| Primera ronda clasificatoria | 24 de septiembre de 1955 |
| Segunda ronda clasificatoria | 8 de octubre de 1955     |
| Tercera ronda clasificatoria | 22 de octubre de 1955    |
| Cuarta ronda clasificatoria  | 5 de noviembre de 1955   |
| Primera ronda                | 19 de noviembre de 1955  |
| Segunda ronda                | 10 de diciembre de 1955  |
| Tercera ronda                | 7 de enero de 1956       |
| Cuarta ronda                 | 28 de enero de 1956      |
| Quinta ronda                 | 18 de febrero de 1956    |
| Sexta ronda                  | 3 de marzo de 1956       |
| Semifinales                  | 17 de marzo de 1956      |
| Final                        | 5 de mayo de 1956        |

## Resultados

### Primera ronda
En esta ronda, accedieron a la competición los 48 equipos que participaban en la Third Division North y en la Third Division South, los cuales se unieron a los 32 equipos no pertenecientes a la Football League que habían superado las rondas clasificatorias. Los partidos correspondientes a esta ronda se disputaron el sábado 19 de noviembre de 1955. Siete de ellos acabaron en empate, por lo que hubo que jugar partidos de repetición una semana después para decidir cuál de los dos conjuntos avanzaba a la siguiente fase. Asimismo, de estos siete, otros dos necesitaron de una segunda repetición para decidir el vencedor. Estos dos últimos encuentros se llevaron a cabo el lunes 28 de ese mismo mes.
| Encuentro          | Equipo local                | Resultado | Equipo visitante                | Fecha                   | Asistencia | Notas             |
| ------------------ | --------------------------- | --------- | ------------------------------- | ----------------------- | ---------- | ----------------- |
| 1                  | Chesterfield                | 1–0       | Chester                         | 19 de noviembre de 1955 | —          | [ 1 ]             |
| 2                  | Darlington                  | 0–0       | Carlisle United                 | 19 de noviembre de 1955 | —          | [ 2 ]             |
| Repetición         | Carlisle United             | 0–0       | Darlington                      | 22 de noviembre de 1955 | —          | [ 3 ]             |
| Segunda repetición | Darlington                  | 3–1       | Carlisle United                 | 28 de noviembre de 1955 | —          | [ 4 ] [ nota 1 ]  |
| 3                  | Hastings United             | 6–1       | Southall                        | 19 de noviembre de 1955 |            |                   |
| 4                  | Barrow                      | 0–0       | Crewe Alexandra                 | 19 de noviembre de 1955 | —          | [ 5 ]             |
| Repetición         | Crewe Alexandra             | 2–3       | Barrow                          | 23 de noviembre de 1955 | —          | [ 6 ]             |
| 5                  | Rochdale                    | 0–1       | York City                       | 19 de noviembre de 1955 | —          | [ 7 ]             |
| 6                  | Watford                     | 5–3       | Ramsgate Athletic               | 19 de noviembre de 1955 | —          |                   |
| 7                  | Weymouth                    | 3–2       | Salisbury                       | 19 de noviembre de 1955 |            |                   |
| 8                  | Yeovil Town                 | 1–1       | Aldershot                       | 19 de noviembre de 1955 | —          | [ 8 ]             |
| Repetición         | Aldershot                   | 1–1       | Yeovil Town                     | 23 de noviembre de 1955 | —          | [ 9 ]             |
| Segunda repetición | Yeovil Town                 | 0–3       | Aldershot                       | 28 de noviembre de 1955 | —          | [ 10 ] [ nota 2 ] |
| 9                  | Reading                     | 1–0       | Bournemouth & Boscombe Athletic | 19 de noviembre de 1955 | —          | [ 11 ]            |
| 10                 | Gillingham                  | 1–1       | Shrewsbury Town                 | 19 de noviembre de 1955 | —          | [ 12 ]            |
| Repetición         | Shrewsbury Town             | 4–1       | Gillingham                      | 24 de noviembre de 1955 |            | [ 13 ]            |
| 11                 | Swindon Town                | 4–0       | Hereford United                 | 19 de noviembre de 1955 | —          | [ 14 ]            |
| 12                 | Bishop Auckland             | 3–1       | Durham City                     | 19 de noviembre de 1955 |            |                   |
| 13                 | Wycombe Wanderers           | 1–3       | Burton Albion                   | 19 de noviembre de 1955 |            | [ 15 ]            |
| 14                 | Accrington Stanley          | 3–1       | Wrexham                         | 19 de noviembre de 1955 | —          | [ 16 ]            |
| 15                 | Brentford                   | 4–0       | March Town United               | 19 de noviembre de 1955 |            |                   |
| 16                 | Crook Town                  | 2–2       | Derby County                    | 19 de noviembre de 1955 | 9 818      | [ 17 ]            |
| Repetición         | Derby County                | 5–1       | Crook Town                      | 23 de noviembre de 1955 | 14 729     | [ 18 ]            |
| 17                 | Northampton Town            | 4–1       | Millwall                        | 19 de noviembre de 1955 | —          | [ 19 ]            |
| 18                 | Coventry City               | 0–1       | Exeter City                     | 19 de noviembre de 1955 | 17 919     | [ 20 ]            |
| 19                 | Brighton & Hove Albion      | 8–1       | Newport County                  | 19 de noviembre de 1955 | —          | [ 21 ]            |
| 20                 | Rhyl                        | 0–3       | Bradford Park Avenue            | 19 de noviembre de 1955 |            |                   |
| 21                 | Norwich City                | 4–0       | Dorchester Town                 | 19 de noviembre de 1955 | —          | [ 22 ]            |
| 22                 | Bradford City               | 3–1       | Oldham Athletic                 | 19 de noviembre de 1955 | —          | [ 23 ]            |
| 23                 | Crystal Palace              | 0–0       | Southampton                     | 19 de noviembre de 1955 | 16 864     | [ 24 ]            |
| Repetición         | Southampton                 | 2–0       | Crystal Palace                  | 23 de noviembre de 1955 | 11 883     | [ 25 ]            |
| 24                 | Goole Town                  | 1–2       | Halifax Town                    | 19 de noviembre de 1955 |            |                   |
| 25                 | Southend United             | 2–0       | Queens Park Rangers             | 19 de noviembre de 1955 | —          | [ 26 ]            |
| 26                 | Hartlepools United          | 3–0       | Gateshead                       | 19 de noviembre de 1955 | —          | [ 27 ]            |
| 27                 | Scunthorpe & Lindsey United | 3–0       | Shildon                         | 19 de noviembre de 1955 | —          | [ 28 ]            |
| 28                 | Bedford Town                | 3–0       | Leyton                          | 19 de noviembre de 1955 |            |                   |
| 29                 | Mansfield Town              | 2–0       | Stockport County                | 19 de noviembre de 1955 | —          | [ 29 ]            |
| 30                 | Margate                     | 2–2       | Walsall                         | 19 de noviembre de 1955 | —          | [ 30 ]            |
| Repetición         | Walsall                     | 6–1       | Margate                         | 24 de noviembre de 1955 | —          | [ 31 ]            |
| 31                 | Halesowen Town              | 2–4       | Hendon                          | 19 de noviembre de 1955 |            |                   |
| 32                 | Southport                   | 6–1       | Ashton United                   | 19 de noviembre de 1955 |            |                   |
| 33                 | Torquay United              | 2–0       | Colchester United               | 19 de noviembre de 1955 | —          | [ 32 ]            |
| 34                 | Workington                  | 4–2       | Scarborough                     | 19 de noviembre de 1955 |            |                   |
| 35                 | Netherfield                 | 1–5       | Grimsby Town                    | 19 de noviembre de 1955 |            |                   |
| 36                 | Easington Colliery Welfare  | 0–2       | Tranmere Rovers                 | 19 de noviembre de 1955 | —          | [ 33 ]            |
| 37                 | Boston United               | 3–2       | Northwich Victoria              | 19 de noviembre de 1955 |            |                   |
| 38                 | Peterborough United         | 3–1       | Ipswich Town                    | 19 de noviembre de 1955 | 20 843     | [ 34 ]            |
| 39                 | Leyton Orient               | 7–1       | Lovells Athletic                | 19 de noviembre de 1955 | —          | [ 35 ]            |
| 40                 | Skegness Town               | 0–4       | Worksop Town                    | 19 de noviembre de 1955 |            |                   |

### Segunda ronda
Los partidos se jugaron el 10 de diciembre de 1955, sábado. Siete de ellos acabaron en empate, de modo que tuvieron que repetirse en el estadio que había actuado como local en el primer encuentro.
| Encuentro  | Equipo local                | Resultado | Equipo visitante            | Fecha                   | Asistencia | Notas         |
| ---------- | --------------------------- | --------- | --------------------------- | ----------------------- | ---------- | ------------- |
| 1          | Chesterfield                | 1–2       | Hartlepools United          | 10 de diciembre de 1955 | —          | [ 36 ]        |
| 2          | Darlington                  | 0–1       | Accrington Stanley          | 10 de diciembre de 1955 | —          | [ 37 ]        |
| 3          | Weymouth                    | 0–1       | Southend United             | 10 de diciembre de 1955 | —          | [ 38 ]        |
| 4          | Reading                     | 2–2       | Aldershot                   | 10 de diciembre de 1955 | —          | [ 39 ]        |
| Repetición | Aldershot                   | 3–0       | Reading                     | 14 de diciembre de 1955 | —          | [ 40 ]        |
| 5          | Walsall                     | 2–1       | Southampton                 | 10 de diciembre de 1955 | 17 021     | [ 41 ]        |
| 6          | Derby County                | 1–6       | Boston United               | 10 de diciembre de 1955 | 23 757     | [ 42 ] [ 43 ] |
| 7          | Swindon Town                | 1–1       | Peterborough United         | 10 de diciembre de 1955 | —          | [ 44 ]        |
| Repetición | Peterborough United         | 1–2       | Swindon Town                | 15 de diciembre de 1955 | —          | [ 45 ]        |
| 8          | Shrewsbury Town             | 0–0       | Torquay United              | 10 de diciembre de 1955 | —          | [ 46 ]        |
| Repetición | Torquay United              | 5–1       | Shrewsbury Town             | 14 de diciembre de 1955 | —          | [ 47 ]        |
| 9          | Bishop Auckland             | 0–0       | Scunthorpe & Lindsey United | 10 de diciembre de 1955 | —          | [ 48 ]        |
| Repetición | Scunthorpe & Lindsey United | 2–0       | Bishop Auckland             | 15 de diciembre de 1955 | —          | [ 49 ]        |
| 10         | Tranmere Rovers             | 0–3       | Barrow                      | 10 de diciembre de 1955 | —          | [ 50 ]        |
| 11         | Northampton Town            | 4–1       | Hastings United             | 10 de diciembre de 1955 | —          | [ 51 ]        |
| 12         | Brighton & Hove Albion      | 1–2       | Norwich City                | 10 de diciembre de 1955 | —          | [ 52 ]        |
| 13         | Bradford City               | 2–2       | Worksop Town                | 10 de diciembre de 1955 | —          | [ 53 ]        |
| Repetición | Worksop Town                | 1–0       | Bradford City               | 15 de diciembre de 1955 | —          | [ 54 ]        |
| 14         | Bradford Park Avenue        | 4–3       | Workington                  | 10 de diciembre de 1955 |            |               |
| 15         | Exeter City                 | 6–2       | Hendon                      | 10 de diciembre de 1955 | —          | [ 55 ]        |
| 16         | Bedford Town                | 3–2       | Watford                     | 10 de diciembre de 1955 | —          | [ 56 ]        |
| 17         | Halifax Town                | 0–0       | Burton Albion               | 10 de diciembre de 1955 | —          | [ 57 ]        |
| Repetición | Burton Albion               | 1–0       | Halifax Town                | 14 de diciembre de 1955 | —          | [ 58 ]        |
| 18         | Southport                   | 0–0       | Grimsby Town                | 10 de diciembre de 1955 |            |               |
| Repetición | Grimsby Town                | 3–2       | Southport                   | 14 de diciembre de 1955 |            |               |
| 19         | York City                   | 2–1       | Mansfield Town              | 10 de diciembre de 1955 | —          | [ 59 ]        |
| 20         | Leyton Orient               | 4–1       | Brentford                   | 10 de diciembre de 1955 | —          | [ 60 ]        |

### Tercera ronda
Esta ronda fue la primera en la que participaron los 44 equipos participantes en la Football League First Division y en la Second Division, las dos categorías de mayor nivel. En principio, la fecha de disputa de estas eliminatorias estaba fijada para el sábado 7 de enero de 1956. No obstante, cuatro de ellas tuvieron que posponerse a causa del mal tiempo y se llevaron a cabo a finales de la semana siguiente. Además, cuatro encuentros finalizaron empatados, los cuales se decidieron en los partidos de repetición.
| Encuentro  | Equipo local                | Resultado | Equipo visitante            | Fecha               | Asistencia | Notas  |
| ---------- | --------------------------- | --------- | --------------------------- | ------------------- | ---------- | ------ |
| 1          | Bury                        | 0–1       | Burnley                     | 10 de enero de 1956 | —          | [ 61 ] |
| 2          | Liverpool                   | 2–0       | Accrington Stanley          | 7 de enero de 1956  | 48 385     | [ 62 ] |
| 3          | Walsall                     | 0–1       | Port Vale                   | 7 de enero de 1956  | —          | [ 63 ] |
| 4          | Notts County                | 0–1       | Fulham                      | 7 de enero de 1956  | —          | [ 64 ] |
| 5          | Aston Villa                 | 1–1       | Hull City                   | 7 de enero de 1956  | 33 284     | [ 65 ] |
| Repetición | Hull City                   | 1–2       | Aston Villa                 | 12 de enero de 1956 | 24 253     | [ 66 ] |
| 6          | Sheffield Wednesday         | 1–3       | Newcastle United            | 7 de enero de 1956  | 48 198     | [ 67 ] |
| 7          | Bolton Wanderers            | 3–0       | Huddersfield Town           | 11 de enero de 1956 | —          | [ 68 ] |
| 8          | Wolverhampton Wanderers     | 1–2       | West Bromwich Albion        | 7 de enero de 1956  | 55 564     | [ 69 ] |
| 9          | Sunderland                  | 4–2       | Norwich City                | 7 de enero de 1956  | —          | [ 70 ] |
| 10         | Lincoln City                | 2–3       | Southend United             | 7 de enero de 1956  | —          | [ 71 ] |
| 11         | Luton Town                  | 0–4       | Leicester City              | 11 de enero de 1956 | 23 221     | [ 72 ] |
| 12         | Everton                     | 3–1       | Bristol City                | 7 de enero de 1956  | 46 493     | [ 73 ] |
| 13         | Swindon Town                | 1–0       | Worksop Town                | 7 de enero de 1956  | —          | [ 74 ] |
| 14         | Doncaster Rovers            | 3–0       | Nottingham Forest           | 7 de enero de 1956  | —          | [ 75 ] |
| 15         | Sheffield United            | 5–0       | Barrow                      | 7 de enero de 1956  | —          | [ 76 ] |
| 16         | Tottenham Hotspur           | 4–0       | Boston United               | 7 de enero de 1956  | 46 185     | [ 77 ] |
| 17         | Manchester City             | 2–1       | Blackpool                   | 11 de enero de 1956 |            | [ 78 ] |
| 18         | Bristol Rovers              | 4–0       | Manchester United           | 7 de enero de 1956  | 35 872     | [ 79 ] |
| 19         | Northampton Town            | 1–2       | Blackburn Rovers            | 7 de enero de 1956  | —          | [ 80 ] |
| 20         | Portsmouth                  | 3–1       | Grimsby Town                | 7 de enero de 1956  | —          | [ 81 ] |
| 21         | West Ham United             | 5–2       | Preston North End           | 7 de enero de 1956  | 29 000     | [ 82 ] |
| 22         | Bradford Park Avenue        | 0–4       | Middlesbrough               | 7 de enero de 1956  | 18 524     | [ 83 ] |
| 23         | Exeter City                 | 0–0       | Stoke City                  | 7 de enero de 1956  | —          | [ 84 ] |
| Repetición | Stoke City                  | 3–0       | Exeter City                 | 9 de enero de 1956  | —          | [ 85 ] |
| 24         | Hartlepools United          | 0–1       | Chelsea                     | 7 de enero de 1956  | 16 700     | [ 86 ] |
| 25         | Swansea Town                | 1–2       | York City                   | 7 de enero de 1956  | —          | [ 87 ] |
| 26         | Charlton Athletic           | 7–0       | Burton Albion               | 7 de enero de 1956  |            | [ 88 ] |
| 27         | Arsenal                     | 2–2       | Bedford Town                | 7 de enero de 1956  | 55 178     | [ 89 ] |
| Repetición | Bedford Town                | 1–2       | Arsenal                     | 12 de enero de 1956 | 15 306     | [ 90 ] |
| 28         | Leeds United                | 1–2       | Cardiff City                | 7 de enero de 1956  | —          | [ 91 ] |
| 29         | Torquay United              | 1–7       | Birmingham City             | 7 de enero de 1956  | —          | [ 92 ] |
| 30         | Rotherham United            | 1–1       | Scunthorpe & Lindsey United | 7 de enero de 1956  | —          | [ 93 ] |
| Repetición | Scunthorpe & Lindsey United | 4–2       | Rotherham United            | 12 de enero de 1956 | —          | [ 94 ] |
| 31         | Aldershot                   | 1–2       | Barnsley                    | 7 de enero de 1956  | —          | [ 95 ] |
| 32         | Leyton Orient               | 1–0       | Plymouth Argyle             | 7 de enero de 1956  |            | [ 96 ] |

### Cuarta ronda
Los partidos se jugaron el sábado 28 de enero de 1956. De las cuatro eliminatorias cuyo primer partido acabó en empate, tres se decidieron en el primer encuentro de repetición. Sin embargo, la cuarta de ellas, que enfrentaba al Burnley y al Arsenal se decantó hacia el lado de los londinenses en la cuarta repetición, la cual se jugó dieciocho días después del primer partido.
| Encuentro          | Equipo local                | Resultado | Equipo visitante            | Fecha                 | Asistencia | Notas              |
| ------------------ | --------------------------- | --------- | --------------------------- | --------------------- | ---------- | ------------------ |
| 1                  | Burnley                     | 1–1       | Chelsea                     | 28 de enero de 1956   | 44 897     | [ 97 ]             |
| Repetición         | Chelsea                     | 1–1       | Burnley                     | 1 de febrero de 1956  | 26 661     | [ 98 ]             |
| Segunda repetición | Burnley                     | 2–2       | Chelsea                     | 6 de febrero de 1956  | 21 921     | [ 99 ] [ nota 3 ]  |
| Tercera repetición | Chelsea                     | 0–0       | Burnley                     | 13 de febrero de 1956 | 42 757     | [ 100 ] [ nota 4 ] |
| Cuarta repetición  | Burnley                     | 0–2       | Chelsea                     | 15 de febrero de 1956 | 27 210     | [ 101 ] [ nota 5 ] |
| 2                  | Liverpool                   | 3–3       | Scunthorpe & Lindsey United | 28 de enero de 1956   | 53 393     | [ 102 ]            |
| Repetición         | Scunthorpe & Lindsey United | 0–2       | Liverpool                   | 6 de febrero de 1956  | 19 500     | [ 103 ]            |
| 3                  | Leicester City              | 3–3       | Stoke City                  | 28 de enero de 1956   | 35 877     | [ 104 ]            |
| Repetición         | Stoke City                  | 2–1       | Leicester City              | 30 de enero de 1956   | 34 120     | [ 105 ]            |
| 4                  | Bolton Wanderers            | 1–2       | Sheffield United            | 28 de enero de 1956   | —          | [ 106 ]            |
| 5                  | West Bromwich Albion        | 2–0       | Portsmouth                  | 28 de enero de 1956   | 59 448     | [ 107 ]            |
| 6                  | Tottenham Hotspur           | 3–1       | Middlesbrough               | 28 de enero de 1956   | 41 895     | [ 108 ]            |
| 7                  | Fulham                      | 4–5       | Newcastle United            | 28 de enero de 1956   | 39 200     | [ 109 ]            |
| 8                  | Barnsley                    | 0–1       | Blackburn Rovers            | 28 de enero de 1956   | —          | [ 110 ]            |
| 9                  | Bristol Rovers              | 1–1       | Doncaster Rovers            | 28 de enero de 1956   | —          | [ 111 ]            |
| Repetición         | Doncaster Rovers            | 1–0       | Bristol Rovers              | 31 de enero de 1956   | —          | [ 112 ]            |
| 10                 | West Ham United             | 2–1       | Cardiff City                | 28 de enero de 1956   | 35 500     | [ 113 ]            |
| 11                 | Southend United             | 0–1       | Manchester City             | 28 de enero de 1956   |            | [ 114 ]            |
| 12                 | Port Vale                   | 2–3       | Everton                     | 28 de enero de 1956   | 44 278     | [ 115 ]            |
| 13                 | Charlton Athletic           | 2–1       | Swindon Town                | 28 de enero de 1956   |            | [ 116 ]            |
| 14                 | Arsenal                     | 4–1       | Aston Villa                 | 28 de enero de 1956   | 43 052     | [ 117 ]            |
| 15                 | York City                   | 0–0       | Sunderland                  | 28 de enero de 1956   | —          | [ 118 ]            |
| Repetición         | Sunderland                  | 2–1       | York City                   | 1 de febrero de 1956  | —          | [ 119 ]            |
| 16                 | Leyton Orient               | 0–4       | Birmingham City             | 28 de enero de 1956   | —          | [ 120 ]            |

### Quinta ronda
Los partidos se diputaron el sábado 18 de febrero. Tres de las eliminatorias se decidieron en el primer encuentro de repetición.
| Encuentro  | Equipo local         | Resultado | Equipo visitante  | Fecha                 | Asistencia | Notas   |
| ---------- | -------------------- | --------- | ----------------- | --------------------- | ---------- | ------- |
| 1          | West Bromwich Albion | 0–1       | Birmingham City   | 18 de febrero de 1956 | 58 213     | [ 121 ] |
| 2          | Everton              | 1–0       | Chelsea           | 18 de febrero de 1956 | 61 572     | [ 122 ] |
| 3          | Doncaster Rovers     | 0–2       | Tottenham Hotspur | 18 de febrero de 1956 | 30 436     | [ 123 ] |
| 4          | Sheffield United     | 0–0       | Sunderland        | 18 de febrero de 1956 | —          | [ 124 ] |
| Repetición | Sunderland           | 1–0       | Sheffield United  | 22 de febrero de 1956 | —          | [ 125 ] |
| 5          | Newcastle United     | 2–1       | Stoke City        | 18 de febrero de 1956 | 61 550     | [ 126 ] |
| 6          | Manchester City      | 0–0       | Liverpool         | 18 de febrero de 1956 | 70 640     | [ 127 ] |
| Repetición | Liverpool            | 1–2       | Manchester City   | 22 de febrero de 1956 | 57 528     | [ 128 ] |
| 7          | West Ham United      | 0–0       | Blackburn Rovers  | 18 de febrero de 1956 | 28 000     | [ 129 ] |
| Repetición | Blackburn Rovers     | 2–3       | West Ham United   | 23 de febrero de 1956 | 29 300     | [ 130 ] |
| 8          | Charlton Athletic    | 0–2       | Arsenal           | 18 de febrero de 1956 | 71 758     | [ 131 ] |

### Sexta ronda
| 3 de marzo de 1956 | Newcastle United | 0 - 2   | Sunderland | St James' Park, Newcastle upon Tyne |                                 |
|                    |                  | Reporte | Holden     | Asistencia: 61 474 espectadores     | Asistencia: 61 474 espectadores |

| 3 de marzo de 1956 | Tottenham Hotspur        | 3 - 3   | West Ham United | White Hart Lane, Londres        |                                 |
|                    | Harmer · Robb · Duquemin | Reporte | Dick            | Asistencia: 69 118 espectadores | Asistencia: 69 118 espectadores |

| 3 de marzo de 1956 | Manchester City   | 2 - 1   | Everton | Maine Road, Mánchester          |                                 |
|                    | Hayes · Johnstone | Reporte | Harris  | Asistencia: 76 129 espectadores | Asistencia: 76 129 espectadores |

| 3 de marzo de 1956 | Arsenal  | 1 - 3   | Birmingham City         | Highbury, Londres               |                                 |
|                    | Charlton | Reporte | Astall · Murphy · Brown | Asistencia: 67 872 espectadores | Asistencia: 67 872 espectadores |

#### Repetición
| 8 de marzo de 1956 | West Ham United | 1 - 2   | Tottenham Hotspur | Boleyn Ground, Londres          |                                 |
|                    | Dare            | Reporte | Harmer · Duquemin | Asistencia: 36 000 espectadores | Asistencia: 36 000 espectadores |

### Semifinales
| 17 de marzo de 1956 | Manchester City | 1 - 0   | Tottenham Hotspur | Villa Park, Birmingham          |                                 |
|                     | Johnstone       | Reporte |                   | Asistencia: 69 788 espectadores | Asistencia: 69 788 espectadores |

| 17 de marzo de 1956 | Birmingham City         | 3 - 0   | Sunderland | Hillsborough, Sheffield         |                                 |
|                     | Astall · Brown · Kinsey | Reporte |            | Asistencia: 65 107 espectadores | Asistencia: 65 107 espectadores |

### Final
La final del campeonato se llevó a cabo el sábado 5 de mayo de 1956 en el original estadio de Wembley, situado en la ciudad de Londres. El Manchester City se impuso al Birmingham City por 3-1, gracias a los tantos de Joe Hayes, Bobby Johnstone, Jack Dyson, mientras que Noel Kinsey anotó el único tanto del encuentro para los que actuaron como visitantes. El partido, presenciado por 100 000 espectadores que acudieron al estadio y otros cinco millones que lo vieron a través de la televisión, se recuerda especialmente por la heroicidad del portero Bert Trautmann. El portero sufrió una grave lesión en su cuello tras un choque con Peter Murphy, pero terminó el encuentro a pesar del dolor. Mediante un análisis médico, se supo después que se había roto un hueso de su cuello.
| 5 de mayo de 1956 | Manchester City                      | 3 - 1           | Birmingham City | Wembley, Londres                                      |                                                       |
|                   | Hayes 3' · Johnstone 62' · Dyson 64' | ( 1-1 ) Reporte | Kinsey 15'      | Asistencia: 100 000 espectadores Árbitro(s): Alf Bond | Asistencia: 100 000 espectadores Árbitro(s): Alf Bond |

### Citas
1. ↑  «Chesterfield v Chester, 19 November 1955» (en inglés). 11v11. Consultado el 27 de febrero de 2014.
2. ↑  «Darlington v Carlisle United, 19 November 1955» (en inglés). 11v11. Consultado el 27 de febrero de 2014.
3. ↑  «Carlisle United v Darlington, 22 November 1955» (en inglés). 11v11. Consultado el 27 de febrero de 2014.
4. ↑  «Darlington v Carlisle United, 28 November 1955» (en inglés). 11v11. Consultado el 27 de febrero de 2014.
5. ↑  «Barrow v Crewe Alexandra, 19 November 1955» (en inglés). 11v11. Consultado el 22 de abril de 2014.
6. ↑  «Crewe Alexandra v Barrow, 23 November 1955» (en inglés). 11v11. Consultado el 22 de abril de 2014.
7. ↑  «Rochdale v York City, 19 November 1955» (en inglés). 11v11. Consultado el 22 de abril de 2014.
8. ↑  «Yeovil Town v Aldershot, 19 November 1955» (en inglés). 11v11. Consultado el 22 de abril de 2014.
9. ↑  «Aldershot v Yeovil Town, 23 November 1955» (en inglés). 11v11. Consultado el 22 de abril de 2014.
10. ↑  «Yeovil Town v Aldershot, 28 November 1955» (en inglés). 11v11. Consultado el 22 de abril de 2014.
11. ↑  «Reading v Bournemouth and Boscombe Athletic, 19 November 1955» (en inglés). 11v11. Consultado el 23 de abril de 2014.
12. ↑  «Gillingham v Shrewsbury Town, 19 November 1955» (en inglés). 11v11. Consultado el 23 de abril de 2014.
13. ↑  «Shrewsbury Town v Gillingham, 24 November 1955» (en inglés). 11v11. Consultado el 23 de abril de 2014.
14. ↑  «Swindon Town v Hereford United, 19 November 1955» (en inglés). 11v11. Consultado el 23 de abril de 2014.
15. ↑  «Wycombe Wanderers v Burton Albion, 19 November 1955» (en inglés). 11v11. Consultado el 23 de abril de 2014.
16. ↑  «Accrington Stanley v Wrexham, 19 November 1955» (en inglés). 11v11. Consultado el 23 de abril de 2014.
17. ↑  «Crook Town v Derby County, 19 November 1955» (en inglés). 11v11. Consultado el 23 de abril de 2014.
18. ↑  «Derby County v Crook Town, 23 November 1955» (en inglés). 11v11. Consultado el 23 de abril de 2014.
19. ↑  «Northampton Town v Millwall, 19 November 1955» (en inglés). 11v11. Consultado el 23 de abril de 2014.
20. ↑  «Coventry City v Exeter City, 19 November 1955» (en inglés). 11v11. Consultado el 23 de abril de 2014.
21. ↑  «Brighton and Hove Albion v Newport County, 19 November 1955» (en inglés). 11v11. Consultado el 23 de abril de 2014.
22. ↑  «Norwich City v Dorchester Town, 19 November 1955» (en inglés). 11v11. Consultado el 23 de abril de 2014.
23. ↑  «Bradford City v Oldham Athletic, 19 November 1955» (en inglés). 11v11. Consultado el 23 de abril de 2014.
24. ↑  «Crystal Palace v Southampton, 19 November 1955» (en inglés). 11v11. Consultado el 23 de abril de 2014.
25. ↑  «Southampton v Crystal Palace, 23 November 1955» (en inglés). 11v11. Consultado el 23 de abril de 2014.
26. ↑  «Southend United v Queens Park Rangers, 19 November 1955» (en inglés). 11v11. Consultado el 23 de abril de 2014.
27. ↑  «Hartlepools United v Gateshead AFC, 19 November 1955» (en inglés). 11v11. Consultado el 23 de abril de 2014.
28. ↑  «Scunthorpe United v Shildon, 19 November 1955» (en inglés). 11v11. Consultado el 23 de abril de 2014.
29. ↑  «Mansfield Town v Stockport County, 19 November 1955» (en inglés). 11v11. Consultado el 23 de abril de 2014.
30. ↑  «Margate v Walsall, 19 November 1955» (en inglés). 11v11. Consultado el 23 de abril de 2014.
31. ↑  «Walsall v Margate, 24 November 1955» (en inglés). 11v11. Consultado el 23 de abril de 2014.
32. ↑  «Torquay United v Colchester United, 19 November 1955» (en inglés). 11v11. Consultado el 23 de abril de 2014.
33. ↑  «Easington Colliery Welfare v Tranmere Rovers, 19 November 1955» (en inglés). 11v11. Consultado el 23 de abril de 2014.
34. ↑  «Peterborough United v Ipswich Town, 19 November 1955» (en inglés). 11v11. Consultado el 23 de abril de 2014.
35. ↑  «Leyton Orient v Lovells Athletic, 19 November 1955» (en inglés). 11v11. Consultado el 22 de abril de 2014.
36. ↑  «Chesterfield v Hartlepools United, 10 December 1955» (en inglés). 11v11. Consultado el 27 de febrero de 2014.
37. ↑  «Darlington v Accrington Stanley, 10 December 1955» (en inglés). 11v11. Consultado el 23 de abril de 2014.
38. ↑  «Weymouth v Southend United, 10 December 1955» (en inglés). 11v11. Consultado el 23 de abril de 2014.
39. ↑  «Reading v Aldershot, 10 December 1955» (en inglés). 11v11. Consultado el 23 de abril de 2014.
40. ↑  «Aldershot v Reading, 14 December 1955» (en inglés). 11v11. Consultado el 23 de abril de 2014.
41. ↑  «Walsall v Southampton, 10 December 1955» (en inglés). 11v11. Consultado el 23 de abril de 2014.
42. ↑  «Derby County 1-6 Boston United» (en inglés). Boston United. Consultado el 13 de febrero de 2014.
43. ↑  «Derby County v Boston United, 10 December 1955» (en inglés). 11v11. Consultado el 23 de abril de 2014.
44. ↑  «Swindon Town v Peterborough United, 10 December 1955» (en inglés). 11v11. Consultado el 23 de abril de 2014.
45. ↑  «Peterborough United v Swindon Town, 15 December 1955» (en inglés). 11v11. Consultado el 23 de abril de 2014.
46. ↑  «Shrewsbury Town v Torquay United, 10 December 1955» (en inglés). 11v11. Consultado el 23 de abril de 2014.
47. ↑  «Torquay United v Shrewsbury Town, 14 December 1955» (en inglés). 11v11. Consultado el 23 de abril de 2014.
48. ↑  «Bishop Auckland v Scunthorpe United, 10 December 1955» (en inglés). 11v11. Consultado el 23 de abril de 2014.
49. ↑  «Scunthorpe United v Bishop Auckland, 15 December 1955» (en inglés). 11v11. Consultado el 23 de abril de 2014.
50. ↑  «Tranmere Rovers v Barrow, 10 December 1955» (en inglés). 11v11. Consultado el 23 de abril de 2014.
51. ↑  «Northampton Town v Hastings United, 10 December 1955» (en inglés). 11v11. Consultado el 23 de abril de 2014.
52. ↑  «Brighton and Hove Albion v Norwich City, 10 December 1955» (en inglés). 11v11. Consultado el 23 de abril de 2014.
53. ↑  «Bradford City v Worksop Town, 10 December 1955» (en inglés). 11v11. Consultado el 23 de abril de 2014.
54. ↑  «Worksop Town v Bradford City, 15 December 1955» (en inglés). 11v11. Consultado el 23 de abril de 2014.
55. ↑  «Exeter City v Hendon, 10 December 1955» (en inglés). 11v11. Consultado el 23 de abril de 2014.
56. ↑  «Bedford Town v Watford, 10 December 1955» (en inglés). 11v11. Consultado el 22 de abril de 2014.
57. ↑  «Halifax Town v Burton Albion, 10 December 1955» (en inglés). 11v11. Consultado el 23 de abril de 2014.
58. ↑  «Burton Albion v Halifax Town, 14 December 1955» (en inglés). 11v11. Consultado el 23 de abril de 2014.
59. ↑  «York City v Mansfield Town, 10 December 1955» (en inglés). 11v11. Consultado el 23 de abril de 2014.
60. ↑  «Leyton Orient v Brentford, 10 December 1955» (en inglés). 11v11. Consultado el 22 de abril de 2014.
61. ↑  «Bury v Burnley, 10 January 1956» (en inglés). 11v11. Consultado el 22 de abril de 2014.
62. ↑  «Liverpool v Accrington Stanley, 07 January 1956» (en inglés). 11v11. Consultado el 22 de abril de 2014.
63. ↑  «Walsall v Port Vale, 07 January 1956» (en inglés). 11v11. Consultado el 22 de abril de 2014.
64. ↑  «Notts County v Fulham, 07 January 1956» (en inglés). 11v11. Consultado el 22 de abril de 2014.
65. ↑  «Aston Villa v Hull City, 07 January 1956» (en inglés). 11v11. Consultado el 22 de abril de 2014.
66. ↑  «Hull City v Aston Villa, 12 January 1956» (en inglés). 11v11. Consultado el 22 de abril de 2014.
67. ↑  «Sheffield Wednesday v Newcastle United, 07 January 1956» (en inglés). 11v11. Consultado el 1 de marzo de 2014.
68. ↑  «Bolton Wanderers v Huddersfield Town, 11 January 1956» (en inglés). 11v11. Consultado el 23 de abril de 2014.
69. ↑  «Wolverhampton Wanderers v West Bromwich Albion, 07 January 1956» (en inglés). 11v11. Consultado el 23 de abril de 2014.
70. ↑  «Sunderland v Norwich City, 07 January 1956» (en inglés). 11v11. Consultado el 21 de abril de 2014.
71. ↑  «Lincoln City v Southend United, 07 January 1956» (en inglés). 11v11. Consultado el 23 de abril de 2014.
72. ↑  «Luton Town v Leicester City, 11 January 1956» (en inglés). 11v11. Consultado el 22 de abril de 2014.
73. ↑  «Everton v Bristol City, 07 January 1956» (en inglés). 11v11. Consultado el 21 de abril de 2014.
74. ↑  «Swindon Town v Worksop Town, 07 January 1956» (en inglés). 11v11. Consultado el 23 de abril de 2014.
75. ↑  «Doncaster Rovers v Nottingham Forest, 07 January 1956» (en inglés). 11v11. Consultado el 22 de abril de 2014.
76. ↑  «Sheffield United v Barrow, 07 January 1956» (en inglés). 11v11. Consultado el 22 de abril de 2014.
77. ↑  «Tottenham Hotspur v Boston United, 07 January 1956» (en inglés). 11v11. Consultado el 21 de abril de 2014.
78. ↑  «Manchester City v Blackpool, 11 January 1956» (en inglés). 11v11. Consultado el 16 de febrero de 2014.
79. ↑  «Bristol Rovers v Manchester United, 07 January 1956» (en inglés). 11v11. Consultado el 23 de abril de 2014.
80. ↑  «Northampton Town v Blackburn Rovers, 07 January 1956» (en inglés). 11v11. Consultado el 22 de abril de 2014.
81. ↑  «Portsmouth v Grimsby Town, 07 January 1956» (en inglés). 11v11. Consultado el 22 de abril de 2014.
82. ↑  «West Ham United v Preston North End, 07 January 1956» (en inglés). 11v11. Consultado el 14 de febrero de 2014.
83. ↑  «Bradford Park Avenue v Middlesbrough, 07 January 1956» (en inglés). 11v11. Consultado el 23 de abril de 2014.
84. ↑  «Exeter City v Stoke City, 07 January 1956» (en inglés). 11v11. Consultado el 22 de abril de 2014.
85. ↑  «Stoke City v Exeter City, 09 January 1956» (en inglés). 11v11. Consultado el 22 de abril de 2014.
86. ↑  «Hartlepools United v Chelsea, 07 January 1956» (en inglés). 11v11. Consultado el 22 de abril de 2014.
87. ↑  «Swansea Town v York City, 07 January 1956» (en inglés). 11v11. Consultado el 22 de abril de 2014.
88. ↑  «Charlton Athletic v Burton Albion, 07 January 1956» (en inglés). 11v11. Consultado el 14 de febrero de 2014.
89. ↑  «Arsenal v Bedford Town, 07 January 1956» (en inglés). 11v11. Consultado el 22 de abril de 2014.
90. ↑  «Bedford Town v Arsenal, 12 January 1956» (en inglés). 11v11. Consultado el 22 de abril de 2014.
91. ↑  «Leeds United v Cardiff City, 07 January 1956» (en inglés). 11v11. Consultado el 22 de abril de 2014.
92. ↑  «Torquay United v Birmingham City, 07 January 1956» (en inglés). 11v11. Consultado el 22 de abril de 2014.
93. ↑  «Rotherham United v Scunthorpe United, 07 January 1956» (en inglés). 11v11. Consultado el 22 de abril de 2014.
94. ↑  «Scunthorpe United v Rotherham United, 12 January 1956» (en inglés). 11v11. Consultado el 22 de abril de 2014.
95. ↑  «Aldershot v Barnsley, 07 January 1956» (en inglés). 11v11. Consultado el 22 de abril de 2014.
96. ↑  «Leyton Orient v Plymouth Argyle, 07 January 1956» (en inglés). 11v11. Consultado el 22 de abril de 2014.
97. ↑  «Burnley v Chelsea, 28 January 1956» (en inglés). 11v11. Consultado el 22 de abril de 2014.
98. ↑  «Chelsea v Burnley, 01 February 1956» (en inglés). 11v11. Consultado el 22 de abril de 2014.
99. ↑  «Burnley v Chelsea, 06 February 1956» (en inglés). 11v11. Consultado el 22 de abril de 2014.
100. ↑  «Chelsea v Burnley, 13 February 1956» (en inglés). 11v11. Consultado el 22 de abril de 2014.
101. ↑  «Burnley v Chelsea, 15 February 1956» (en inglés). 11v11. Consultado el 22 de abril de 2014.
102. ↑  «Liverpool v Scunthorpe United, 28 January 1956» (en inglés). 11v11. Consultado el 22 de abril de 2014.
103. ↑  «Scunthorpe United v Liverpool, 06 February 1956» (en inglés). 11v11. Consultado el 22 de abril de 2014.
104. ↑  «Leicester City v Stoke City, 28 January 1956» (en inglés). 11v11. Consultado el 22 de abril de 2014.
105. ↑  «Stoke City v Leicester City, 30 January 1956» (en inglés). 11v11. Consultado el 22 de abril de 2014.
106. ↑  «Bolton Wanderers v Sheffield United, 28 January 1956» (en inglés). 11v11. Consultado el 22 de abril de 2014.
107. ↑  «West Bromwich Albion v Portsmouth, 28 January 1956» (en inglés). 11v11. Consultado el 22 de abril de 2014.
108. ↑  «Tottenham Hotspur v Middlesbrough, 28 January 1956» (en inglés). 11v11. Consultado el 21 de abril de 2014.
109. ↑  «Fulham v Newcastle United, 28 January 1956» (en inglés). 11v11. Consultado el 1 de marzo de 2014.
110. ↑  «Barnsley v Blackburn Rovers, 28 January 1956» (en inglés). 11v11. Consultado el 22 de abril de 2014.
111. ↑  «Bristol Rovers v Doncaster Rovers, 28 January 1956» (en inglés). 11v11. Consultado el 22 de abril de 2014.
112. ↑  «Doncaster Rovers v Bristol Rovers, 31 January 1956» (en inglés). 11v11. Consultado el 22 de abril de 2014.
113. ↑  «West Ham United v Cardiff City, 28 January 1956» (en inglés). 11v11. Consultado el 14 de febrero de 2014.
114. ↑  «Southend United v Manchester City, 28 January 1956» (en inglés). 11v11. Consultado el 16 de febrero de 2014.
115. ↑  «Port Vale v Everton, 28 January 1956» (en inglés). 11v11. Consultado el 21 de abril de 2014.
116. ↑  «Charlton Athletic v Swindon Town, 28 January 1956» (en inglés). 11v11. Consultado el 14 de febrero de 2014.
117. ↑  «Arsenal v Aston Villa, 28 January 1956» (en inglés). 11v11. Consultado el 22 de abril de 2014.
118. ↑  «York City v Sunderland, 28 January 1956» (en inglés). 11v11. Consultado el 21 de abril de 2014.
119. ↑  «Sunderland v York City, 01 February 1956» (en inglés). 11v11. Consultado el 21 de abril de 2014.
120. ↑  «Leyton Orient v Birmingham City, 28 January 1956» (en inglés). 11v11. Consultado el 22 de abril de 2014.
121. ↑  «West Bromwich Albion v Birmingham City, 18 February 1956» (en inglés). 11v11. Consultado el 22 de abril de 2014.
122. ↑  «Everton v Chelsea, 18 February 1956» (en inglés). 11v11. Consultado el 21 de abril de 2014.
123. ↑  «Doncaster Rovers v Tottenham Hotspur, 18 February 1956» (en inglés). 11v11. Consultado el 21 de abril de 2014.
124. ↑  «Sheffield United v Sunderland, 18 February 1956» (en inglés). 11v11. Consultado el 21 de abril de 2014.
125. ↑  «Sunderland v Sheffield United, 22 February 1956» (en inglés). 11v11. Consultado el 21 de abril de 2014.
126. ↑  «Newcastle United v Stoke City, 18 February 1956» (en inglés). 11v11. Consultado el 1 de marzo de 2014.
127. ↑  «Manchester City v Liverpool, 18 February 1956» (en inglés). 11v11. Consultado el 16 de febrero de 2014.
128. ↑  «Liverpool v Manchester City, 22 February 1956» (en inglés). 11v11. Consultado el 16 de febrero de 2014.
129. ↑  «West Ham United v Blackburn Rovers, 18 February 1956» (en inglés). 11v11. Consultado el 14 de febrero de 2014.
130. ↑  «Blackburn Rovers v West Ham United, 23 February 1956» (en inglés). 11v11. Consultado el 14 de febrero de 2014.
131. ↑  «Charlton Athletic v Arsenal, 18 February 1956» (en inglés). Consultado el 14 de febrero de 2014.